# Anna von Planta
Anna von Planta (* 21. November 1858 in Alexandria, Ägypten; † 7. Oktober 1934 in Schloss Fürstenau, Kanton Graubünden) war eine Schweizer Philanthropin.

## Leben und Werk
Anna von Planta war die Tochter des Jacques Ambrosius von Planta und der Mary, geborene Planta-Wildenberg (1838–1925). Ihr Bruder war der jung verstorbene Rudolf Alexander von Planta (1861–1895), ihr Onkel Adolf von Planta, der Grossvater väterlicherseits Ulrich von Planta. Anna von Planta lebte ab 1867 in Chur und St. Moritz mit Aufenthalten in Basel, Frankfurt und Rom, wo sie Giovanni Segantini kennen lernte und zeitlebens mit ihm und seiner Familie befreundet blieb.
Anna von Planta liess 1900 in einem Nebengebäude der väterlichen Villa «Fontana» im Lüribad bei Chur ein Erholungsheim für Kinder aus armen Verhältnissen einrichten. 1916 schenkte sie die Gebäude dem Kanton zur Errichtung einer Gebäranstalt und Frauenklinik. Bis kurz vor ihrem Tod lebte Anna von Planta mit ihrer Mutter in Genf.